# سفارة السويد في بوتسوانا
سفارة السويد في بوتسوانا هي أرفع تمثيل دبلوماسي لدولة السويد لدى بوتسوانا. تقع السفارة في غابورون وهي تهدف لتعزيز المصالح السويدية في بوتسوانا.

## وصلات خارجية
- قائمة سفارات السويد
- قائمة السفارات في بوتسوانا